# Ismail Islam Tatem
 (décembre 2018).
Si vous disposez d'ouvrages ou d'articles de référence ou si vous connaissez des sites web de qualité traitant du thème abordé ici, merci de compléter l'article en donnant les références utiles à sa vérifiabilité et en les liant à la section « Notes et références ».
Ismail Islam Tatem est un footballeur algérien né le 18 juillet 1991 à Alger. Il évoluait au poste de milieu de terrain.

## Biographie
Ismail Islam Tatem évolue en Division 1 avec les clubs de l'USM Alger, de l'USM El Harrach, et de la JSM Béjaïa.
Il dispute plus de 80 matchs en première division algérienne.

## Palmarès
- Vice-champion d'Algérie en 2013 avec l'USM El Harrach.
- Accession en Ligue 1 en 2019 avec l'US Biskra.